# Батерст-Інлет (Нунавут)
Батерст-Інлет (англ. Bathurst Inlet; фр. Bathurst Inlet; інук. ᕿᙵᐅᓐ ; інуїн. Qingaun або Qingaut) — село в регіоні Кітікмеот території Нунавут (Канада). Станом на 2011 рік, село занедбано (2001 року постійне населення Батерст-Інлета становило 5 осіб.
Інуїтську назву Kingaun (старий стиль) або Qingaut (новий стиль), яка означає в дослівному перекладі ніс гори, дано через невеликий пагорб, розташований поблизу. Жителів цього населеного пункту називали Kingaunmiut (miut — народ).
Жителі села користувалися мовою інуїннактун, вживаючи латинський алфавіт, а не традиційний.

## Історія
Перші європейці відвідали цей район 1821 року, під час першої експедиції Джона Франкліна. Село було відрізаним від зовнішнього світу аж до 1936 року, коли цей район відвідали Католицька церква та Компанія Гудзонової затоки. Хоча Компанія Гудзонової затоки 1964 року відмовилася від цього району, інуїти залишилися в Батерст-Інлеті і продовжили вести традиційний спосіб життя.
Протягом 1960-х років район відвідав Глен Ворнер, сержант Королівської канадської кінної поліції. Він, разом із дружиною Тріш, придбали тут будинок та колишній пост Компанії Гудзонової затоки, назвавши його «Батерст-Інлет Лодж». Він діє досі і його спільно використовують як Ворнери, так і інуїти. Батерст-Інлет Лодж відкрито протягом короткого Арктичного літа.
Лодж є популярним місцем серед туристів, які хочуть побачити традиційний спосіб життя місцевих жителів та диких тварин, які водяться в цих місцях (лисиця, тюлень, карибу, палія арктична та вівцебик). Також у цьому районі розташований водоспад Вілберфорс — найвищий водоспад, розташований за полярним колом.
До поселення можна дістатися тільки літаком. Більшість туристів приїжджають із Єллоунайфа, Північно-Західних територій, однак можлива оренда літака в Кембридж-Бей. Поселення має місцевий телефонний сервіс; зв'язок із зовнішнім світом підтримується супутниковим телефоном.